# Witoogmangrovezanger
De witoogmangrovezanger (Gerygone tenebrosa) is een zangvogel uit de familie Acanthizidae (Australische zangers).

## Verspreiding en leefgebied
Deze soort is endemisch in Australië en telt twee ondersoorten:
- G. t. tenebrosa: de kust van noordwestelijk Australië.
- G. t. christophori: de kust van westelijk Australië.